# Серозеро
Серозеро — озеро на территории Кестеньгского сельского поселения Лоухского района Республики Карелии.

## Общие сведения
Площадь озера — 1,2 км². Располагается на высоте 118,9 метров над уровнем моря.
Форма озера продолговатая: оно вытянуто с запада на восток. Берега каменисто-песчаные, местами заболоченные.
Через озеро течёт река Няла, протекающая через озёра Ковдозеро и Нялла и впадающая в озеро Кереть, из которого берёт начало река Кереть, впадающая в Белое море.
Код объекта в государственном водном реестре — 02020000711102000002170.